# Albert Neckenauer
Albert Neckenauer (* 3. April 1921 in Mannheim; † 18. Juli 1998) war ein deutscher Kommunalpolitiker.

## Werdegang
Neckenauer besuchte von 1931 bis 1939 das Lessing-Gymnasium in Mannheim. Nach Reichsarbeitsdienst und Militärdienst studierte er von 1946 bis 1949 Rechts- und Staatswissenschaften in Heidelberg. 1953 begann er seine berufliche Laufbahn als Regierungsassessor beim Landratsamt Tauberbischofsheim und beim Regierungspräsidium Nordbaden in Karlsruhe. 1956 wurde er Regierungsrat und 1959 Oberregierungsrat. 1961 wechselte er als Erster Landesbeamter zum Landratsamt Mannheim und wurde dort 1966 Regierungsdirektor. Von 1970 bis 1972 war er Landrat des Landkreises Mannheim und nach dessen Auflösung im Zuge der Kreisreform von 1973 bis 1986 der erste gewählte Landrat des neu gebildeten Rhein-Neckar-Kreises, nachdem er die Wahl vom 13. Juli 1973 gegen Georg Steinbrenner mit 63 zu 56 Stimmen gewonnen hatte. 1986 trat er in den Ruhestand.

## Ehrungen
- 1986: Verdienstkreuz 1. Klasse der Bundesrepublik Deutschland

## Schriften
- Albert Neckenauer: Das Amt des Landrats im Wandel der Zeit. Betrachtungen und Erinnerungen. (Bausteine zur Kreisgeschichte; 4). Rhein-Neckar-Kreis, Heidelberg 2000, ISBN 3-932102-05-3